# Кубок Люксембургу з футболу 2022—2023
Кубок Люксембургу з футболу 2022–2023 — 98-й розіграш кубкового футбольного турніру в Люксембурзі. Титул вп'яте здобув Діфферданж 03.

## Календар
| Раунд        | Дата                       | Матчі | Клуби   |
| ------------ | -------------------------- | ----- | ------- |
| Перший раунд | 9–11 вересня 2022          | 32    | 96 → 64 |
| 1/32 фіналу  | 30 вересня – 2 жовтня 2022 | 32    | 64 → 32 |
| 1/16 фіналу  | 28–30 жовтня 2022          | 16    | 32 → 16 |
| 1/8 фіналу   | 12 квітня 2023             | 8     | 16 → 8  |
| 1/4 фіналу   | 26 квітня 2023             | 4     | 8 → 4   |
| 1/2 фіналу   | 10 травня 2023             | 2     | 4 → 2   |
| Фінал        | 26 травня 2023             | 1     | 2 → 1   |

## Регламент
Згідно з регламентом клуби Національного футбольного дивізіону Люксембургу стартували з 1/32 фіналу. На всіх стадіях команди грають по одному матчу.

## 1/8 фіналу
| Команда 1           | Рахунок | Команда 2          |
| ------------------- | ------- | ------------------ |
| 12 квітня 2023      |         |                    |
| Діфферданж 03       | 1:0     | Свіфт              |
| Рюмеланж (2)        | 1:3     | Прогрес            |
| Вікторія Роспорт    | 2:0     | Фола               |
| Уніон Тітус Петанж  | 2:3     | Ф91 Дюделанж       |
| Вільц               | 4:1     | Гостерт            |
| Люксембург Сіті (2) | 0:6     | Маріска (Мерш) (2) |
| Мондорф-ле-Бен      | 2:1     | УНА Штрассен       |
| Берденія (2)        | 0:4     | Расінг             |

## 1/4 фіналу
| Команда 1          | Рахунок | Команда 2        |
| ------------------ | ------- | ---------------- |
| 26 квітня 2023     |         |                  |
| Діфферданж 03      | 3:2     | Прогрес          |
| Маріска (Мерш) (2) | 3:1     | Вільц            |
| Мондорф-ле-Бен     | 1:0     | Расінг           |
| Ф91 Дюделанж       | 2:3 дч  | Вікторія Роспорт |

## 1/2 фіналу
| Команда 1          | Рахунок | Команда 2        |
| ------------------ | ------- | ---------------- |
| 10 травня 2023     |         |                  |
| Діфферданж 03      | 1:0     | Вікторія Роспорт |
| Маріска (Мерш) (2) | 2:1     | Мондорф-ле-Бен   |

## Фінал
| Команда 1      | Рахунок | Команда 2          |
| -------------- | ------- | ------------------ |
| 26 травня 2023 |         |                    |
| Діфферданж 03  | 4:2     | Маріска (Мерш) (2) |